# Thwaitesia pulcherrima
Thwaitesia pulcherrima là một loài nhện trong họ Theridiidae.
Loài này thuộc chi Thwaitesia. Thwaitesia pulcherrima được Arthur Gardiner Butler miêu tả năm 1882.